# Альберт Бандура
Альбе́рт Банду́ра (англ. Albert Bandura; 4 грудня 1925, Мандер, Альберта, Канада — 26 липня 2021) — канадський психолог українського походження. У 2007 р. Бандура був четвертим найцитованішим у світі автором книг у галузі гуманітарних наук, поряд зі Скіннером і Піаже.

## З творчого життєпису
В академічну психологію потрапив випадково. Будучи студентом, мав вдосталь вільного часу вранці, тому записався на курс психології, а потім захопився цим предметом. Навчався у Університеті Британської Колумбії (по закінченні нагороджений премією Болокана за успіхи в дослідженні психології). 1952 — доктор психології (Університет штату Айова, США). Під час роботи в Айові Бандура дотримувався стилю досліджень через повторюване, експериментальне тестування. Здійснив внесок у вивчення такого явища, як уява. Уже тоді намітив радикальний відхід від теорії біхевіоризму, котра була панівною в той час. Бандура розширив набір концептуальних інструментів для дослідження спостережного навчання і саморегуляції.
З 1953 — працював у Стенфордському університеті, видав книгу «Агресивність підлітків» (1959), а пізніше книгу «Агресія: аналіз соціального навчання» (1973). 1964 — професор Стенфордського університету, член Американської психологічної асоціації. Як вчений-психолог, Альберт Бандура досліджував теорію соціального пізнання поведінки людини. Зокрема, його цікавили напрями: механізм вчинків людини, вплив людини на власну мотивацію та поведінку, усвідомлення людьми їх здатності впливати на події свого життя.
Пан Альберт став засновником теорії соціального навчання та заклав теоретичне підґрунтя явища самоефективності, яке розглядається у теорії соціальної когнітивності.
Альберт Бандура — лауреат численних нагород та відзнак, премій та почесних звань. Він обирався президентом Американської психологічної асоціації (1974), почесним президентом Канадської психологічної асоціації. Пізніше зізнався, що єдиною причиною того, що він погодився взяти участь у виборах президента асоціації, це бажання 15 хвилин слави. Вчений — володар почесних звань багатьох університетів, серед яких Римський, Лейденський, Британської Колумбії, Нью-Йоркський університети, університет Саламанка в Іспанії. Національна академія наук США присвоїла Альберту Бандурі нагороду Товариства біхевіоральної медицини — «Видатному вченому».

## Книги
2015: Moral Disengagement: How People Do Harm and Live with Themselves. New York, NY: Worth. (Моральна роз'єднаність: як люди завдають шкоди й живуть самі з собою)